# Marin Raikov
Marin Raikov Nikolov (en búlgaro: Марин Райков Николов; n. Washington D. C., Estados Unidos; 17 de diciembre de 1960) es un político y diplomático búlgaro.
Durante su carrera ha sido Embajador de Bulgaria en diferentes países, ha trabajado en las Naciones Unidas, en el Consejo de Europa, en la Organización Internacional de la Francofonía, y en el Gobierno de Bulgaria ha sido viceministro de Asuntos Exteriores.
Tras la dimisión en 2013 del primer ministro Boiko Borísov, Raikov, entonces embajador en Francia, ocupó su cargo en funciones hasta las elecciones legislativas de ese año.